# The Million Dollar Homepage
 (срп. Почетна страница од милион долара) јест веб-сајт који је 2005. направио Алекс Тју, студент из Вилтшира у Енглеској, како би прикупио новац за универзитетско образовање. Почетна страница се састоји од милион пиксела распоређених у мрежу од 1000 × 1000 пиксела; хипервезе везане за слике су продаване за 1 амерички долар по пикселу у блоковима од 10 × 10 пиксела. Купци ових блокова пиксела су достављали малене слике које ће се на њима приказивати, URL адресу на коју ће слике бити везане и слоган који ће се приказивати када се курсором пређе преко везе. Циљ веб-сајта био је да прода све пикселе на слици, доносећи тако милион долара прихода свом ствараоцу. Вол стрит џурнал је коментарисао да је сајт инспирисао друге веб-сајтове који продају пикселе.
Веб-сајт, покренут 26. августа 2005, убрзо је постао феномен на интернету. Алекса ранг веб-саобраћаја достигао је највишу вредност на 127. позицији; 3. јула 2009. овај ранг је био 36.560. Последњих 1000 пиксела дато је на аукцију на Ибеју 1. јануара 2006. Аукција је окончана 11. јануара уз победничку понуду од 38.100 долара, подигавши тако укупан бруто приход на 1.037.100 долара.
Током аукције у јануару 2006, веб-сајт је било мета дистрибуираног напада одбијања услуге и уцењивачког захтева за откуп, због чега је било неприступачно посетиоцима током недељу дана, док је трајало унапређивање безбедносног система. Федерални истражни биро САД и полиција Вилтшира истраживали су напад и покушај изнуде.